# Annette Van Zyl
Annette Van Zyl (Pretoria, 25 settembre 1943) è un'ex tennista sudafricana.

## Biografia
Durante la sua carriera giunse in finale nel doppio al Roland Garros nel 1967 perdendo contro la coppia composta da Françoise Dürr e Gail Sherriff Chanfreau in due set (6-2, 6-2), la sua compagna nell'occasione era Pat Walkden.
Sempre nel doppio vinse per due volte consecutive le internazionali di Italia, prima nel 1965 vincendo Silvana Lazzarino e Lea Pericoli per 2-6, 6-2, 12-10, poi nel 1966 con Norma Baylon vincendo Ann Haydon-Jones e Elizabeth Starkie per 6-3, 1-6, 6-2.
Nel singolare una finale per lei alle Internazionali d'Italia del 1966 dove venne sconfitta da Ann Haydon-Jones per 8-6, 6-1. Due volte giunse alle semifinali agli Open di Francia, la prima nel 1967 dove venne sconfitta da Lesley Turner e la seconda nel 1968 dove venne fermata da Ann Jones.